# Ренан Лоді
Ренан Аугусто Лоді дос Сантос (порт. Renan Augusto Lodi dos Santos відоміший, як Ренан Лоді порт. Renan Lodi; нар. 8 квітня 1998, Серрана, штат Сан-Паулу) — бразильський футболіст, захисник клубу «Марсель» і збірної Бразилії.

## Життєпис
Ренан Лоді — вихованець клубу «Атлетіку Паранаенсі». 14 жовтня 2016 року в матчі проти «Греміо» він дебютував у бразильській Серії А. Отримав позитивні відгуки від партнерів і тренерського штабу за цей матч.
26 березня 2018 року в поєдинку проти «Марінги» Ренан забив свій перший гол за «фуракао». Того ж року він допоміг клубу виграти Лігу Паранаенсе. У матчах Південноамериканського кубка 2018 року проти венесуельського «Каракаса» і «Флуміненсе» Лоді забив два м'ячі й допоміг команді вперше в історії виграти міжнародний трофей.
У середині 2018 року Ренан продовжив контракт з клубом до 2022 року. 7 липня 2019 року підписав 6-річний контракт з іспанським «Атлетіко Мадрид».

## Статистика виступів
Станом на матч, що відбувся 21 жовтня 2020 року.

### За клуб
| Клуб                | Сезон              | Ліга               | Ліга | Ліга | Національний кубок | Національний кубок | Європа | Європа | Інші | Інші | Загалом | Загалом |
| Клуб                | Сезон              | Дивізіон           | Ігри | Голи | Ігри               | Голи               | Ігри   | Голи   | Ігри | Голи | Ігри    | Голи    |
| ------------------- | ------------------ | ------------------ | ---- | ---- | ------------------ | ------------------ | ------ | ------ | ---- | ---- | ------- | ------- |
| Атлетіку Паранаенсі | 2016               | Серія A            | 3    | 0    | 0                  | 0                  | 0      | 0      | 0    | 0    | 3       | 0       |
| Атлетіку Паранаенсі | 2017               | Серія A            | 0    | 0    | 0                  | 0                  | 0      | 0      | 0    | 0    | 0       | 0       |
| Атлетіку Паранаенсі | 2018               | Серія A            | 24   | 0    | 1                  | 0                  | 12     | 2      | 11   | 1    | 48      | 3       |
| Атлетіку Паранаенсі | 2019               | Серія A            | 3    | 0    | 1                  | 0                  | 6      | 2      | 5    | 0    | 15      | 2       |
| Атлетіку Паранаенсі | Загалом            | Загалом            | 30   | 0    | 2                  | 0                  | 18     | 4      | 16   | 1    | 66      | 5       |
| Атлетіко (Мадрид)   | 2019–20            | Ла-Ліга            | 32   | 1    | 0                  | 0                  | 9      | 0      | 2    | 0    | 43      | 1       |
| Атлетіко (Мадрид)   | 2020–21            | Ла-Ліга            | 3    | 0    | 0                  | 0                  | 1      | 0      | —    | —    | 4       | 0       |
| Атлетіко (Мадрид)   | Загалом            | Загалом            | 35   | 1    | 0                  | 0                  | 10     | 0      | 2    | 0    | 47      | 1       |
| Загалом за кар'єру  | Загалом за кар'єру | Загалом за кар'єру | 65   | 1    | 2                  | 0                  | 28     | 4      | 18   | 1    | 113     | 6       |

1. ↑  Матчі в Кубку Бразилії та Кубку Іспанії
2. ↑  Матчі в Кубку Лібертадорес, Південноамериканському кубку і Лізі чемпіонів
3. ↑  Матчі в Лізі Паранаенсе, Рекопа Південної Америки та Суперкубку Іспанії

### Статистика виступів за збірну
| Дата       | Місто     | Господарі | Результат | Гості          | Турнір            | Голи | Примітки |
| ---------- | --------- | --------- | --------- | -------------- | ----------------- | ---- | -------- |
| 10-10-2019 | Сінгапур  | Бразилія  | 1 – 1     | Сенегал        | товариський матч  | -    | 79'      |
| 13-10-2019 | Сінгапур  | Бразилія  | 1 – 1     | Нігерія        | товариський матч  | -    |          |
| 15-11-2019 | Ер-Ріяд   | Бразилія  | 0 – 1     | Аргентина      | товариський матч  | -    | 64'      |
| 19-11-2019 | Абу-Дабі  | Бразилія  | 3 – 0     | Південна Корея | товариський матч  | -    | 88'      |
| 9-10-2020  | Сан-Паулу | Бразилія  | 5 – 0     | Болівія        | Відбір до ЧС 2022 | -    |          |
| 13-10-2020 | Ліма      | Перу      | 2 – 4     | Бразилія       | Відбір до ЧС 2022 | -    | 69'      |
| 13-11-2020 | Сан-Паулу | Бразилія  | 1 – 0     | Венесуела      | Відбір до ЧС 2022 | -    | 90+6'    |
| Усього     |           | Матчів    | 7         |                | Голів             | 0    |          |

## Досягнення
- Чемпіон штату Парана: 2018
- Володар Південноамериканського кубка: 2018
- Чемпіон Іспанії: 2020-21
- Чемпіон Саудівської Аравії: 2023-24
- Володар Королівського кубка Саудівської Аравії: 2023-24
- Володар Суперкубка Саудівської Аравії: 2023, 2024

Збірні
- Срібний призер Кубка Америки: 2021